# تاریخ تحولات سیاسی، اجتماعی، اقتصادی و فرهنگی ایران در دوران صفویه
کتاب تاریخ تحولات سیاسی، اجتماعی، اقتصادی و فرهنگی ایران در دوران صفویه نوشتهٔ عباسقلی غفاری‌فرد و عبدالحسین نوایی است. این کتاب نخستین بار در سال ۱۳۸۱ توسط سازمان سمت چاپ شد. این اثر را می‌توان یکی از جامع‌ترین آثار در موضوع «صفویه پژوهی» دانست که از طرفی حتی الامکان به تمام جوانب موضوع پرداخته باشد و از دیگر سو برای عموم مخاطبین که در رشته تاریخ تخصصی ندارند، قابل استفاده باشد.
این اثر زمینه‌ها و عوامل شکل گیری دولت صفویه و فراز و فرودهای دولت‌ها و شاهان صفوی را یک به یک بررسی کرده و سپس به اوضاع فکری، فرهنگی و اجتماعی این دوران می‌پردازد. حکمت و فلسفه، نجوم، ادبیات، هنر، علوم پزشکی، تصوف، فقه و اصول و... هریک از اینها در این عصر، نقاط عطفی را پشت سر گذاشتند که در این کتاب تا آنجا که ممکن بوده، به تفصیل به آنها پرداخته شده.

## فصل‌های کتاب
این کتاب دوازده فصل و ۴۱۰ صفحه دارد:
۱. بررسی منابع
۲. زمینه‌های تشکیل دولت صفویه
۳. خاندان صفویه و سیر تاریخی آن تا روزگار شاه اسماعیل اول
۴. تشکیل پادشاهی صفویه در ایران
۵. سلطنت شاه تهماسب اول (۹۳۰–۹۸۴ ه. ق)
۶. از مرگ شاه تهماسب اول تا جلوس شاه عباس اول (۹۸۴–۹۶۶ ه. ق)
۷. دوره سلطنت شاه عباس اول (۹۶۶–۱۰۳۸ ه. ق)
۸. از مرگ شاه عباس اول تا سقوط اصفهان (۱۰۳۸–۱۱۳۵ ه. ق)
۹. اوضاع اقتصادی-اجتماعی دوره صفویه
۱۰. تشکیلات اداری
۱۱. هنر و صنعت
۱۲. اوضاع فکری، فرهنگی و مذهبی در دوره صفویه